# 福建省财政厅
福建省财政厅是中华人民共和国福建省人民政府主管财政事务的组成部门。

## 组织机构

### 内设机构
- 办公室
- 综合处
- 条法处
- 税政处
- 预算处
- 国库处
- 行政政法处
- 教科文处
- 经济建设处
- 农业处
- 社会保障处
- 外经处
- 企业处
- 金融处
- 外债处（世行亚行贷款办公室）
- 会计处
- 统计评价处
- 监督检查局
- 农村综合改革处（省农村综合改革领导小组办公室）
- 财政监督员办事处
- 会计委派处
- 行政事业单位资产管理处
- 非税收入征收管理处
- 采购监督管理办公室（省政府控制社会集团购买力办公室）
- 省农业综合开发办公室
- 人事处
- 机关党委[1]

### 直属事业单位
- 福建省财政厅国库支付中心（增挂“福建省财政厅国库支付局”）
- 福建省财政投资评审中心
- 福建省省直单位离休干部离休费、医疗费管理中心
- 福建省亚洲银行农业项目资金管理办公室
- 福建省财政厅干部教育中心（增挂“福建中华会计函授学校”）
- 福建省财政科学研究所
- 福建省财政信息中心
- 福建省财政厅收费票据所
- 福建省财政厅厅属单位资产管理中心
- 福建省国有资产宣传教育培训中心
- 福建省注册会计师管理中心
- 福建省资产评估管理中心
- 福建省会计考试管理中心
- 福建省财政厅机关服务中心
- 福建财会、资产评估人才服务中心[2]